# پارک سوبین
همسر نجیب‌زادهٔ سلطنتی سو از قبیلهٔ بان‌نام پارک (کره‌ای: 수빈 반남 박씨; هانجا: 綏嬪 潘南 朴氏؛ ۲۱ مه ۱۷۷۰ – ۳۱ ژانویه ۱۸۲۳) با نام شخصی پارک گاسون، پنجمین صیغه‌سلطنتی پادشاه جونگ‌جو و مادر پادشاه سان‌جو بود. وی همچنین عنوان سلطنتی همسر نجیب‌زادهٔ سلطنتی یو-بین (유빈, 綏嬪) را نیز داشت.

## زندگی‌نامه

### زندگی اولیه
همسر سلطنتی آینده در ۲۱ مه ۱۷۷۰ در قبیلهٔ بان‌نام پارک به عنوان فرزند چهارم و دختر دوم پارک جون‌وون، وزیر دادگستری و بانو وون از قبیلهٔ وون‌جو وون متولد شد. نام کوچک او پارک گاسون بود

### زندگی در قصر
در سال ۱۷۸۷، چون پادشاه جونگ‌جو هنوز بدون وارث بود، ملکه‌مادر یه‌سون (دومین همسر پادشاه یونگ‌جو) تصمیم گرفت همسر جدیدی را برای نوهٔ ناتنی خود انتخاب کند و بانو پارک در ۸ فوریه، زمانی که ۱۶ سال داشت انتخاب شد. سه روز بعد، در ۱۱ فوریه، بانو پارک به عنوان یک همسر سلطنتی با رتبهٔ بین"، با پیشوند «سو» (綏)، به معنای "صاف و صلح‌طلب" منصوب شد. روز بعد، همسر نجیب‌زادهٔ سلطنتی سو وارد قصر شد. در ۲۷ ژوئیه ۱۷۹۰، او پسری به نام یی گونگ (이공) به دنیا آورد که در سال ۱۸۰۰ در سن ۱۰ سالگی به عنوان ولیعهد منصوب شد. در ۱ مارس ۱۷۹۳، بانو پارک، شاهزاده‌خانم سوک‌سون (숙선옹주) را به دنیا آورد. 

بانو پارک سو-بین فردی ملایم، خوش رفتار و مودب توصیف شده. او همچنین معمولا کم حرف بود و ساده زندگی می کرد. در نتیجه، او به عنوان "یک همسر خیرخواه" (賢嬪) بسیار مورد تحسین قرار میگرفت.

او تنها همسر سلطنتی در تاریخ چوسان است که به اندازه کافی عمر کرد تا شاهد به تخت نشستن پسرش باشد. 

### مرگ و آرامگاه
در ۳۱ ژانویه ۱۸۲۳، همسر نجیب‌زادهٔ سلطنتی سو در سالن بوگیونگ دانگ در کاخ (چانگ‌دیوک گونگ فعلی) درگذشت. در اصل، او در منطقهٔ دونگ‌دامون، سئول به خاک سپرده شد، اما در سال ۱۸۵۵ (ششمین سال سلطنت پادشاه چول‌جونگ)، زمانی که ایل‌ونگ، مقبرهٔ پادشاه سان‌جو، به مکان دیگری منتقل شد، آرامگاه او نیز به سون‌گانگ وون منتقل شد. به گفته فنگ‌شویی، در چهاردهمین سال سلطنت پادشاه پادشاه چول‌جونگ، دوباره به مکان فعلی خود (در نامیانگ‌جو، استان گیونگ‌گی) منتقل شد، زیرا بنا به گزارشوفنگ‌شویی، مکان سون‌گانگ وون مناسب نبود. این مقبره با نام هوی‌گیونگ‌وون شناخته می شود. لوح یادبود او در چیل‌گونگ (یا "کاخ هفت همسر سلطنتی") ثبت شده است. به همین دلیل، او با نام های بانو گه‌سون (가순궁، 嘉順宮) یا بانو گیونگ‌وو (경우궁، 景祐宮) نیز شناخته می شود. پس از مرگ، بانو پارک، ابتدا به عنوان هیون‌موک سو-بین (현목수빈) مورد تجلیل قرار گرفت، اما در سال ۱۹۰۱، در سال پنجم سلطنت پادشاه گوجونگ، عنوان او را به هیون‌موک سو-بی (현목수비) تغییر داد.

## در فرهنگ عامه
- توسط هونگ جین هی در مجموعه تلویزیونی ام‌بی‌سی، ۵۰۰ سال سلسله چوسان: پا مون (اپیزود دهم)، در سال ۱۹۸۹ به تصویر کشیده شد.
- توسط جونگ آئه ران در مجموعه تلویزیونی ام‌بی‌سی، ۵۰۰ سال سلسله چوسان: دوونگ‌ون (اپیزود یازدهم)، در سال ۱۹۹۰ به تصویر کشیده شد.
- توسط پارک سو هیون در مجموعه تلویزیونی ام‌بی‌سی، جاه‌طلبی، در سال ۱۹۹۴ به تصویر کشیده شد.
- توسط کیم ها یونگ در برنامه تلویزیونی ام‌بی‌سی، سوپرایز اسرارآمیز تلویزیونی، در سال ۲۰۱۲ به تصویر کشیده شد.